# Cratere Lockyer (Luna)
Lockyer è un cratere lunare di 35,08 km situato nella parte sud-orientale della faccia visibile della Luna.
Il cratere è dedicato all'astrofisico britannico Norman Lockyer.